# کالی بادز
کالی بادز (انگلیسی: Collie Buddz؛ زادهٔ ۲۱ اوت ۱۹۸۴) موسیقی‌دان اهل ایالات متحده آمریکا است.